# T. O. Morrow
T. O. Morrow es un supervillano que aparece en los cómics estadounidenses publicados por DC Comics. Es responsable de la creación de los androides Tornado Rojo, Inferno Rojo, Torpedo Rojo, Volcán Rojo y Tomorrow Woman, el último de estos con la ayuda del Profesor Ivo.
T. O. Morrow apareció en la primera temporada de la serie de acción del Arrowverso Supergirl, interpretado por Iddo Goldberg.

## Historial de publicaciones
El T. O. Morrow original (Thomas Oscar Morrow) debutó en "Trail of the False Green Lanterns", The Flash #143 (marzo de 1964), y fue creado por el escritor Gardner Fox y el artista Carmine Infantino.
El moderno T. O. Morrow (Tomek Ovadya Morah) apareció por primera vez en The Flash (vol. 2) #19 (diciembre de 1988) en una historia del escritor William Messner-Loebs y el artista Jim Mooney. Ambas versiones generalmente se denominan "TO Morrow" como un juego de palabras con "mañana". En general, se acepta que ambos personajes son el mismo hombre y que la alteración del nombre se produjo cuando Tomek Ovadya Morah americanizó su nombre a Thomas Oscar Morrow.

## Biografía ficticia

### Pre-Crisis
Un T. O. Morrow de la Edad de Oro apareció una vez en Adventure Comics #86, equipado con dispositivos futuristas que intentaban estafar elementos raros de los científicos, fingiendo que es un explorador del futuro. El fue derrotado por Shining Knight.
Usando su destreza tecnológica y sus inmensas habilidades de invención, T. O. Morrow (nombre completo: Thomas Oscar Morrow) creó un "televisor" especial que le permitiría ver el futuro. Sin embargo, solo podría ver 100 años más o menos en el futuro cuando lo use. Examinaría muchos de los instrumentos futuristas y luego los replicaría para usarlos en su tiempo presente. Morrow pasó mucho tiempo tratando de perfeccionar una máquina del tiempo que pudiera usar, pero no tuvo éxito. La mayoría de sus inventos se utilizaron para cometer diversos tipos de delitos. TO Morrow utilizó uno de los inventos que robó del futuro que le permitiría crear duplicados de otras personas. Usó este invento para crear con éxito duplicados de Green Lantern. T. O. Morrow hizo esto porque estaba aburrido de lo fácil que era cometer crímenes y quería hacer algo que le diera un desafío tanto a Flash como a Green Lantern. Los tres Green Lanterns duplicados se fueron a diferentes partes del mundo para robar diferentes artículos al mismo tiempo. Fueron detenidos fácilmente por la supervelocidad de Flash. T. O. Morrow aparentemente murió después de caer en una máquina grande, pero de hecho, no murió y fue enviado a la Tierra-Dos.
Poco después de ser derrotado por Flash y Green Lantern, T. O. Morrow creó a Tornado Rojo. Creó el Tornado Rojo para infiltrarse en la Sociedad de la Justicia de América para que Morrow pudiera robar el Museo del siglo XX. Su pantalla de televisión del futuro mostró que sería derrotado por la JSA a menos que pudiera infiltrarse en el grupo y hacer que no pudieran defender el museo. El Red Tornado tuvo éxito inadvertidamente en detener a la JSA. Morrow regresó a Tierra-Uno y atacó a la JLA. Pudo derrotarlos usando sus inventos y luego los colocó a todos en estasis. Red Tornado estaba molesto por el engaño de Morrow que lo llevó a derrotar a la JSA y lo siguió a Tierra-Uno. El Tornado Rojo liberó a los miembros de la JLA y capturó a Morrow. Más tarde, Morrow escapó y manipuló el Tornado Rojo varias veces más para intentar destruir la JLA. La JLA pudo superar fácilmente a Morrow y derrotarlo cada vez.
Después de una derrota particular por parte de la JLA, T. O. Morrow se vio envuelto en otra realidad y se dividió en dos personas diferentes. Uno de los T. O. Morrows conquistó un mundo alienígena y luchó contra Flash, Átomo y Supergirl. El "otro" T. O. Morrow fue llevado al nexo del tiempo y mutado en un ser superior. Ahora se refería a sí mismo como Tomorrow the Future Man. En su estado evolucionado, sus órganos no podían seguirle el ritmo y estaban fallando. Morrow luego trasplantó su mente al cuerpo del Tornado Rojo y asumió su identidad. Tornado Rojo pudo contraatacar y recuperó su cuerpo. El cuerpo del Future Man falló y murió.

### Crisis on Infinite Earths
Durante la serie limitada de 12 números de DC Crisis on Infinite Earths (abril de 1985 a marzo de 1986), los héroes pidieron a T. O. Morrow que reparara el Red Tornado para ayudar con la crisis. Morrow intentó arreglar Red Tornado, pero su fisiología (habiendo sido alterada por el Anti-Monitor) había cambiado demasiado para que Morrow la reparara. El cuerpo de Red Tornado explotó como resultado de la manipulación de Morrow, Cyborg y Átomo. Durante la explosión, T. O. Morrow escapó y huyó hacia donde los otros villanos se estaban reuniendo y preparándose para atacar a los héroes.

### Post-Crisis
El nombre real del moderno T. O. Morrow es Tomek Ovadya Morah, y nació en Nasielsk, Polonia. La primera aparición de esta versión fue en The Flash (vol. 2) #19. Fue visto en una cena en honor a la galería de Renegados de Flash. Algún tiempo después de esto, T. O. Morrow fue colocado en una institución en Ciudad Central. Admitió que con su viaje en el tiempo y el uso de todos sus futuros inventos había comenzado a "desmoronarse". Morrow contactó a Max Lord para informarle del inminente fin del mundo, pero Max se negó a escucharlo. La próxima vez que se vio a Morrow fue cuando intentó ir a la oficina del Dr. Hannibal Martin para entregarle un libro que había escrito lleno de importantes fechas futuras, incluida la fecha en que Morrow moriría. Sin embargo, el Dr. Martin también lo rechazó y lo consideró simplemente delirante. Morrow volvería a afectar a la Liga de Max Lord. En JLA Incarnations # 6, el dictador de Bialya lo contacta y le proporciona tecnología que neutraliza el traje de batalla de Booster Gold.
T. O. Morrow no se volvió a ver durante algún tiempo hasta que se volvió a formar la JLA. Morrow (aparentemente por sus formas confusas y delirantes) se asoció con el Profesor Ivo para crear a Tomorrow Woman. Fue colocada con la JLA durante su campaña de reclutamiento para infiltrarse y destruir el equipo, pero al igual que la última creación de Morrow, Red Tornado, no siguió su programación y luchó con la JLA. TO Morrow y el profesor Ivo fueron capturados y enviados a la prisión de Belle Reve. Ivo y él discutían sobre quién había hecho un mejor trabajo con ella, si Ivo con su cuerpo o Morrow con su mente; Morrow ganó al demostrar que se había desprendido de su programación, que le indicaba que matara a la JLA, y al igual que Tornado Rojo, había descubierto emociones y se estaba desarrollando como un ser humano real. Mientras estaba en prisión, Morrow se cansó de que el profesor Ivo se jactara de su creación, Amazo. Para fastidiar a Ivo, Morrow contactó a la JLA y les dio información sobre el plan de Amazo para sacar a los científicos locos de Belle Reve, pero les dio información errónea ("Lo siento, pero la perspectiva de ayudar a la JLA me marea bastante [. ..]") y Amazo atacó a la JLA.
Morrow pudo escapar de Belle Reve y manipuló en gran medida la línea de tiempo. Regresó a la época de la Sociedad de la Justicia de América e hizo muchos avances tecnológicos que permitirían que existiera su idea de un futuro perfecto. La JLA del año 2000 volvió a la JSA en 1941 para tratar de detener a Morrow, pero ya era demasiado tarde. Morrow ya había realizado varios cambios en la corriente temporal que establecerían su idea de un mundo perfecto. Cuando todo no salió según lo planeado, volvió a su pasado e intentó matar a su propia madre. Creía que si hubiera sido criado como huérfano, habría sido más fuerte. Jay Garrick pudo intervenir y mostrarle a Morrow lo que estaba a punto de hacer. Morrow cambió de opinión y permitió que la JLA lo capturara. Fue devuelto a prisión y ha permanecido allí desde entonces (estos eventos fueron representados en la serie limitada DC Comics Two Thousand).

### 52
Durante el evento de la serie maxi número 52 de DC Comics, T. O. Morrow fue encarcelado en Haven. De hecho, no se le permitió usar ninguna computadora por temor a incitar a la "Primera Guerra de las Máquinas". Su compañero inventor (y después del reinicio, su mejor estudiante en años universitarios), el Dr. Will Magnus (creador de Hombres de Metal) visitaba mensualmente a T. O. Morrow para hablar sobre una variedad de cosas. Morrow en tales reuniones reveló que había creado un hermano para Red Tornado llamado Red Inferno, e insinuó que alguien estaba secuestrando a "científicos locos" como el Dr. Sivana, Ira Quimby (I.Q.), Dr. Tyme, Dr. Death y Dr. Cyclops, advirtiendo a Magnus que tenga cuidado. Finalmente, pudo escapar de Haven, pero no sin antes dejarle un último regalo a su mejor alumno: el código de máquina necesario para restaurar a los Hombres de Metal.
Magnus finalmente fue capturado por la conspiración que Morrow había mencionado y llevado a la isla Oolong. Fue recibido por Morrow, rodeado de hermosas chicas y trabajando libremente con los otros científicos secuestrados. Morrow le informa a Magnus que ha sido reclutado para sus esfuerzos por crear armas para Intergang y, posteriormente, hace arreglos para que le confisquen sus antidepresivos para promover los niveles más maníacos de creatividad de su antiguo alumno. Después de ser atacado por Black Adam por su participación en la creación de los Cuatro Jinetes de Apokolips, junto con sus compañeros científicos en la Isla Oolong, los ayuda a someter a su enemigo enojado, luego compra los restos del Tornado Rojo demolido de un sitio de subastas en Internet, con la esperanza de extraer su conocimiento de los eventos aún desconocidos que sucedieron en el espacio.
En 52 #49, la JSA ataca las instalaciones de Oolong y Will Magnus le da a Morrow el teletransportador a uno de los robots de Sivana, lo que le permite escapar. Más tarde, en 52 #50, Morrow logra ver lo que vio Tornado Rojo, pero Booster Gold y Rip Hunter lo reclutan inmediatamente después, para ayudarlos atrayendo a Skeets a su laboratorio, donde se revela que el pequeño robot está controlado desde adentro por Sr. Mente. Después de ser sorprendido por Booster y Hunter, Mind se sumerge fuera de la realidad, dejando atrás a Morrow y su laboratorio.

### Después de 52
Morrow apareció en el número 2 de la nueva miniserie Metal Men, con su propio grupo de robots, llamado "Death Metal Men". Más tarde se revela que es una inteligencia artificial que vive en una réplica androide de Morrow, mientras que los Death Metal Men eran transmutaciones atómicas de los mismos Metal Men. Sin embargo, el verdadero Morrow también participa en la serie como el mejor maestro de Will Magnus, quien intentó sin éxito que aceptara una subvención para investigar robots (lo que también habría beneficiado a Morrow). Más tarde fue visitado por una versión futura de Magnus, quien le dio un anillo para su yo pasado para cambiar el pasado. Morrow usó su equipo de viaje en el tiempo para ayudar a Magnus, pero luego revela que tiene la intención de sacarlo de la corriente temporal después de derrotar al monstruoso Sin Nombre. Es derrotado y borrado de la historia.
En la portada de Justice League of America (vol. 2) #13, lo muestra como miembro de la última encarnación de la Liga de la Injusticia. Como miembro de la Sociedad Secreta de Súper Villanos de Libra, se le ocurre una idea sobre cómo crear un monstruo lo suficientemente fuerte como para matar a un miembro de la Liga de la Justicia. El equipo usa su idea para crear al nuevo villano Genocidio. Después de que se crea, intenta firmemente que el equipo lo destruya debido al alto nivel de inestabilidad de Genocidio. Después de que sus súplicas son ignoradas y Wonder Woman destruye la base de la Sociedad, el Dr. Morrow se ofrece a ayudar a Amazon a detener el Genocidio. Él revela que es de ascendencia polaca y no quiere participar en nada llamado genocidio.

### The New 52
En The New 52 (el reinicio de 2011 del universo de DC Comics), T. O. Morrow vuelve a aparecer como un científico de S.T.A.R. Labs que trabaja con Silas Stone y supervisa a Sarah Charles. Bajo las órdenes de Silas Stone, Morrow salva la vida de Victor Stone convirtiéndolo en Cyborg.
Durante la historia de "Forever Evil", el Dr. Thomas Morrow fue visto en S.T.A.R. La sucursal de Detroit de Labs luego de la invasión del Sindicato del Crimen. El Dr. Silas Stone y el Dr. Thomas Morrow han estado trabajando duro desde que se fue la luz. Saben que la Sala Roja (la bóveda de alta seguridad de S.T.A.R. Labs que contiene la tecnología más avanzada del mundo) y necesitan protegerla del Sindicato del Crimen que están seguros de que atacará. Han construido un arma de energía. Cuando las explosiones golpean la puerta, el Dr. Thomas Morrow y el Dr. Silas Stone están preparados para disparar solo para que vean a Batman, Catwoman y un Cyborg gravemente herido. Cuando los científicos preguntan dónde está el resto de la Liga de la Justicia. Batman simplemente afirma que "ellos no lo lograron".

## Poderes y habilidades
T. O. Morrow es un cerebro criminal y un genio científico. También ha creado tecnología que le permite ver el futuro.

## Otras versiones

### Flashpoint
En la línea de tiempo alternativa de Flashpoint, el Doctor Morrow creó los Tornados Rojos para defender a la República de Japón de la guerra entre las Amazonas y los Atlantes. Después de su muerte, los Tornados Rojos están operando activamente y sin darse cuenta de su muerte. Traci Thirteen obtiene la carta del Tarot Ermitaño y se teletransporta a Tokio, donde conoce a uno de los Tornados Rojos. Ella le dice que está buscando un ermitaño y él enumera las definiciones. Él dice que la ayudará cuando termine, pero necesita al Dr. Morrow para esto, quien cree que está dormido. Traci dice que no se despertará, lo que Red Tornado no entiende. Traci se teletransporta.

## En otros medios

### Televisión
- T. O. Morrow aparece en Young Justice, con la voz de Jeff Bennett. Esta versión es un científico anciano asistido por Bromwell Stikk y un miembro de la Luz que previamente construyó Inferno Rojo, Torpedo Rojo y Tornado Rojo en intentos fallidos de infiltrarse y destruir la Sociedad de la Justicia de América y la Liga de la Justicia en su juventud, con Tornado Rojo pasando a unirse a este último. En el presente, Morrow emplea un doble androide de su yo más joven en varios intentos fallidos de capturar y reprogramar Red Tornado y destruir la Liga.
- T. O. Morrow aparece en el episodio de Supergirl, "Red Faced",[10] interpretado por Iddo Goldberg, quien también interpreta a Tornado Rojo.[11] Esta versión construyó a Tornado Rojo para matar Kryptonianos por orden del general Sam Lane. Sin embargo, después de que Supergirl destruye al androide, Morrow es despedido. Intenta vengarse de Lane, pero es frustrado por Supergirl y asesinado por Alex Danvers.

### Cine
- T. O. Morrow aparece en Justice League: War, con la voz de Ioan Gruffudd. Esta versión jugó un papel en ayudar a Silas Stone a convertir al hijo de este último, Victor, en Cyborg.
- Una encarnación del universo alternativo de Thomas Morrow aparece en Liga de la Justicia: Dioses y monstruos como miembro del "Proyecto Fair Play" de Lex Luthor, un programa de armas destinado a destruir la Liga de la Justicia de su universo si es necesario. Después de que tres de ellos mueren, la mayoría de los científicos restantes se reagrupan en la casa de Karen Beecher, pero son asesinados por los Hombres de Metal.

### Videojuegos
T. O. Morrow  aparece en DC Universe Online, con la voz de Jens Anderson.

### Varios
T. O. Morrow aparece en Smallville Season 11 #10 como científico de S.T.A.R. Labs.